# Shibuya-kei
Shibuya-kei (渋谷系) é um subgênero da música pop Japonesa, que foi originado em Shibuya, Tóquio. É melhor descrito como uma mistura entre jazz, pop e synthpop.

## Visão geral
Shibuya-kei ganhou popularidade graças às seções direcionadas à música Japonesa em filiais de cadeias de músicas internacionais em Shibuya (TOWER RECORDS, HMV) no começo da década de 1990 e se espalhou pelo Japão rapidamente.
O termo foi aplicado a bandas fortemente influenciadas por uma mistura de artistas notáveis e autores de estúdio da década de 1960, que inclui o iê-iê-iê Francês de Serge Gainsbourg (particularmente "Yume Miru Shanson Ningyō", a versão Japonesa do grande hit de France Gall, "Poupée de cire, poupée de son"), cantores/escritores de bossa nova Brasileiros Astrud & João Gilberto, as produções de Phil Spector, e o estilo pop barroco inovador de Brian Wilson.
Artistas típicos são Flipper's Guitar, Pizzicato Five, e Original Love. Como sua popularidade aumentou no final da década de 1990, o termo começou a ser aplicado a muitas bandas cujo estilo musical refletia uma sensibilidade mais mainstream. Embora alguns artistas rejeitavam ou resistiam a ser categorizados como shibuya-kei, o nome pegou e o estilo foi favorecido empresas locais, incluindo a HMV Shibuya, que vende lançamentos de shibuya-kei em sua tradicional seção de música Japonesa. Cada vez mais, músicos de fora do Japão, como o britânico Momus, o francês Dimitri from Paris, e os artistas Natural Calamity e Fhofo, dos Estados Unidos, são descritos como shibuya-kei.

## Terminologia
O termo "Shibuya-kei" vem de Shibuya (渋谷), uma das 23 regiões especiais de Tóquio, conhecido por suas lojas de moda, movimento noturno, e por ser um epicentro da cultura pop Japonesa; e a palavra Japonesa kei (系), o que significa literalmente "sistema" ou, nesse contexto, "estilo". Então, Shibuya-kei é traduzido como "estilo de Shibuya".